# Torre della televisione di Pyongyang
La torre della televisione di Pyongyang (in hangŭl 평양TV타워, in hanja 平壤TV타워 - traslitterato P'yŏngyang TV T'awŏ oppure Pyeongyang TV Tawo) è una torre in calcestruzzo armato per radio-telediffusione situata a Pyongyang, in Corea del Nord. Si trova nel parco Kaeson, nel distretto di Moranbong, a nord dello stadio Kim Il-sung. 

## Storia

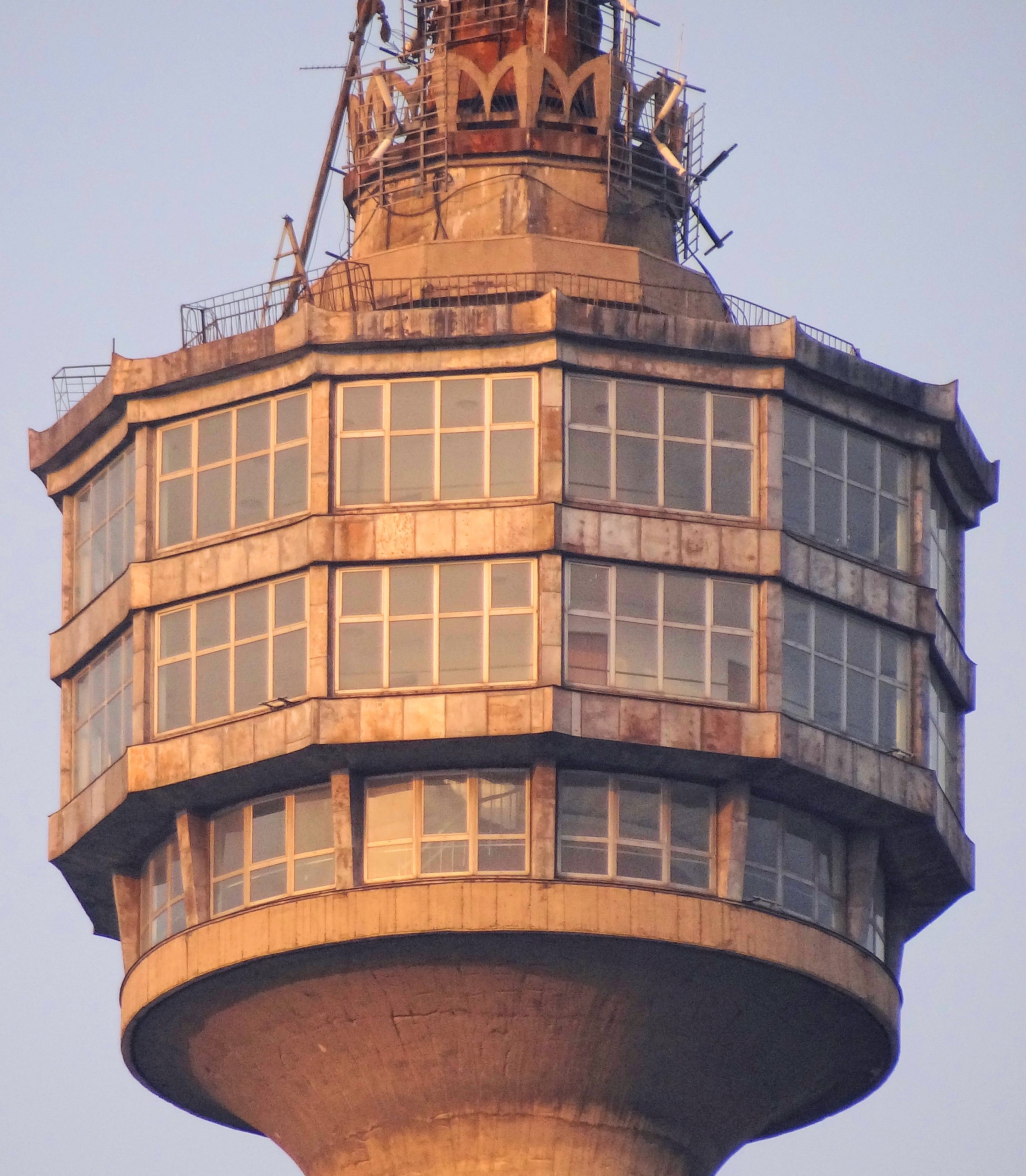
Il belvedere come si presentava nel 2014.

La struttura fu inaugurata nel 1967 allo scopo di potenziare le trasmissioni radiotelevisive nella zona.
L'aspetto dell'edificio si ispira alla coeva (e ben più alta) torre radio di Ostankino, sita a Mosca.

## Caratteristiche tecniche
La torre di Pyongyang dispone di varie antenne ed apparecchiature tecniche, sistemate su piattaforme circolari site all'altezza di 34.5 m, 65 m, 67.5 m e 85 m. All'altezza di 94 m si trova un belvedere aperto ai visitatori, che ospita anche un ristorante. L'antenna che si trova sulla sommità dell'edificio è alta 50 m.

## Programmi radiotelevisivi
La torre ripete segnali radiotelevisivi esclusivamente di tipo analogico.

### Radio (FM)
| Frequenza (in MHz) | Rete                  | RDS PS | RDS PI | ERP (kW) | Diagramma di radiazione | Polarizzazione orizzontale (H)/ verticale (V) |
| ------------------ | --------------------- | ------ | ------ | -------- | ----------------------- | --------------------------------------------- |
| 105,2              | Pyongyang FM Pangsong | -      | -      | 20       |                         |                                               |

### Televisione (PAL)
Viene utilizzato il sistema canali VHF dell'Europa orientale. Questa lista è suscettibile di variazioni e potrebbe essere incompleta o non aggiornata.

| Canale | Frequenza (MHz) | Rete                         | ERP (kW) | Diagramma di radiazione | Polarizzazione orizzontale (H)/ verticale (V) |
| ------ | --------------- | ---------------------------- | -------- | ----------------------- | --------------------------------------------- |
| 5      | 93,25           | Televisione sportiva         | 350      |                         |                                               |
| 9      | 199,25          | Televisione di Ryongnamsan   | 140      |                         |                                               |
| 12     | 223,25          | Televisione Centrale Coreana | 700      |                         |                                               |